# Laelia speciosa
Laelia speciosa es una especie de orquídeas dentro del género Laelia de orquídeas epífitas de la subtribu Laeliinae de la  familia Orchidaceae. Se encuentran ampliamente distribuida por las montañas de México, entre los 1400 a 2400 metros de altura. En ese país se la conoce con los nombres de itzumaqua, lirio y flor del Corpus.

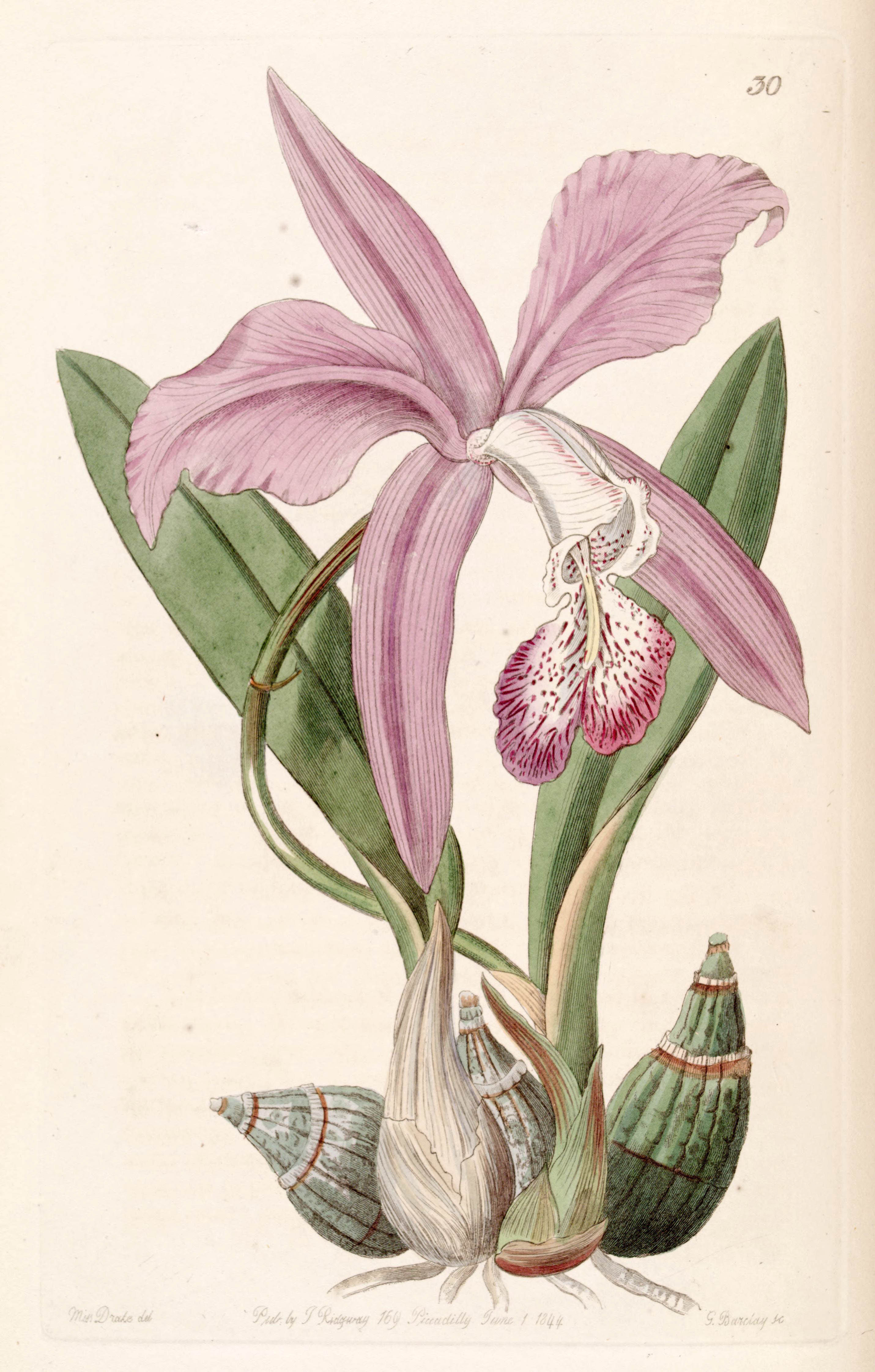
Ilustración

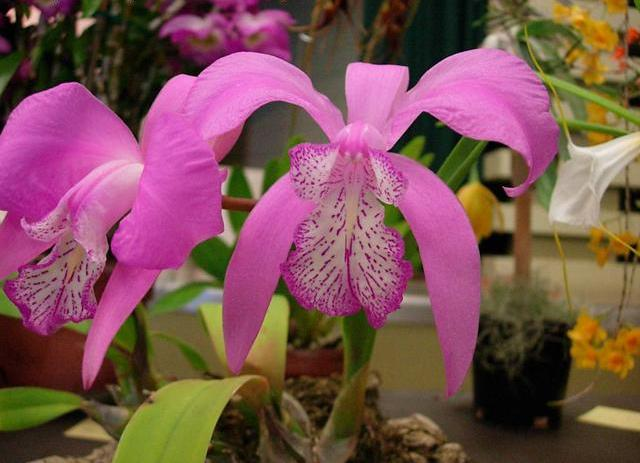
Flor

## Descripción
Esta es quizá una de las especies de orquídeas más conocidas debido a sus grandes y llamativas flores de hasta 10 cm de ancho, siendo una importante especie para la creación de nuevos híbridos. Esta especie tienen una amplia gama de color en sus flores en racimos que pueden ser erectos o péndulos. La planta requiere inviernos y primaveras secos, así como veranos y otoños con un aumento considerable en la humedad y la precipitación (hemisferio norte).
Los pseudobulbos de unos 6 a 15 cm de longitud, son ovoides, y están claramente separados. Cada pseudobulbo desarrolla una o dos hojas céreas y aspecto de cuero de unos 20 cm de longitud.
Las floraciones de la planta se producen desde finales de la primavera, en verano hasta otoño. 
La inflorescencia es en racimo y puede tener una longitud de 20 cm y generalmente poseen de una a dos flores de hasta 10 cm de ancho en cada inflorescencia, las cuales son rosas o moradas con un labelo púrpura que vira a blanco en la proximidad de la columna.
Las variedades Alba son raras y muy apreciadas.
Laelia speciosa se cría fácilmente en cultivo y son resistentes a las sequías. Se puede situar en placas, por lo que sus raíces pueden recibir corrientes de aire y aguantar ciclos de humedad o sequía.

## Hábitat
La especie Laelia speciosa es una planta que se desarrolla en alturas, teniendo preferencia por unas condiciones soleadas, frías y secas.  Originaria de las montañas del centro y occidente de México en los estados de Zacatecas, Guanajuato, Jalisco, Michoacán, Estado de México, Morelos, Puebla, Querétaro, Tlaxcala, e Hidalgo. Su rango altitudinal va desde los 1400-2400 m.s.n.m. prefiriendo la corteza de los robles (quercus) entre otros tipos de árboles de corteza rugosa e incluso cactus (pachycereus sp.). También es comúnmente hallada en riscos rocosos secos en bosques mixtos (pinus y quercus).

## Conservación
La población de esta especie ha sido gravemente disminuida debido a la extracción ilegal y a la tala de sus árboles hospederos. Es importante que las personas que quieran empezar a cultivar ésta bella orquídea la adquieran en viveros de reproducción in vitro para no seguir fomentando la depredación ilegal de éstas plantas y la contaminación del ambiente.

## Taxonomía
Laelia speciosa fue descrita por (Kunth) Schltr. y publicado en Die Orchideen 233. 1914.
Etimología
Laelia: nombre genérico que ha sido nombrado por "Laelia", una de las vírgenes vestales, o por el nombre romano de "Laelius", perteneciente a una antigua familia romana.

speciosa: epíteto latíno que significa "llamativa"
Nombre común: Flor de mayo.
Sinonimia
1. Amalia grandiflora (Lex.) Heynh. 1846
2. Amalia majalis (Lindl.) Heynh. 1846
3. Bletia grandiflora La Llave & Lex. 1825
4. Bletia speciosa Kunth 1816
5. Cattleya grahami Lindley 1841
6. Cattleya majalis [Lindl.]Beer 1854
7. Laelia grandiflora (La Llave & Lex.) Lindl. 1831
8. Laelia majalis Lindley 1839[4][5]

## Híbridos
Las especies de Laelia se hibridan fácilmente con especies dentro del género y con otros géneros próximos, tal como Cattleya (x Laeliocattleya, más de 2,000 especies), Brassavola, Bletia, Rhyncholaelia, y Sophronitis. La mayoría de las orquídeas híbridas pertenecen a esta categoría p.e. ×Sophrolaeliocattleya, ×Brassolaeliocattleya y un gran número de otras variaciones.